# Waitara River
Der Waitara River ist ein Fluss in der Region Taranaki auf der Nordinsel von Neuseeland.

## Geographie
Der Waitara River entspringt rund 680 m nordwestlich des 451 m hohen Waitarati im Waitaanga Forest. Von seinem Quellgebiet aus fließt der Fluss zunächst in zwei größeren Links- und Rechtsbögen in südwestlicher Richtung, um zwischen den kleinen Siedlungen Purangi und Tarata einen Rechtsbogen in Richtung Nordnordwest zu vollziehen. Nach insgesamt rund 174 km mündet der Fluss in der Kleinstand Waitara dann schließlich in die Bucht North Taranaki Bight und damit in die Tasmansee.

## Freizeit
Der Waitara River ist zum Angeln und Bootfahren geeignet.